# Kjell Pettersson
Kjell Göran Pettersson, född 23 juli 1947 i Jormvattnet, Jämtlands län, är en svensk fotbollstränare. Han är från och med 2017 individuell tränare i Qviding FIF.

## Karriär
Kjell Pettersson var assisterande tränare när IFK Göteborg tog Uefacuptiteln 1987 och blev sedan huvudtränare under två säsonger.
Efter att ha tränat andra klubbar under hela 1990-talet återkom Kjell Pettersson 2004 till IFK Göteborg som assisterande tränare bakom först Bo "Bosse" Johansson och sedan Arne Erlandsen. Efter Erlandsens avgång hösten 2006 tog Pettersson under en kort period över huvudansvaret i klubben igen.
I november 2006 blev Pettersson tränare för den norska division 2-klubben Fløy IL från Kristiansand.
I november 2009 blev det klart att Pettersson blev assisterande tränare i Gais. Efter säsongen 2014 fick Pettersson lämna GAIS då hans kontrakt gått ut.
I december 2014 presenterades han istället som assisterande tränare för seriekonkurrenten Ljungskile SK.

## Klubbar
- IFK Göteborg (1982–1987, assisterande tränare; 1988–1989, huvudtränare)
- IK Brage (1990–1993, huvudtränare; 1994–1995, sportchef)
- BK Häcken (1996–2000, huvudtränare; 2001, talangutvecklare)
- FC Trollhättan (2001–2003, huvudtränare)
- IFK Göteborg (2004–2006, assisterande tränare; 2006, huvudtränare)
- Fløy IL (2006–2009, huvudtränare)
- Gais (2009–2014, assisterande tränare)
- Ljungskile SK (2015-2016 assisterande tränare med individuellt ansvar)
- Qviding FIF 2017 - individuell tränare i Qviding